# Antonio Cotogni
Antonio Cotogni conosciuto anche come Toto Cotogni (Roma, 1º agosto 1831 – Roma, 15 ottobre 1918) è stato un baritono italiano.

## Biografia
Erede della tradizione italiana, dei Bellini e dei Donizetti, degli illustri cantanti Tamburini e Ronconi, divenne ben presto una figura di primo piano nel panorama lirico nazionale.
Nei suoi quarant'anni di carriera ebbe modo di cantare in tantissimi teatri importanti, da San Pietroburgo a Londra, insieme prevalentemente ai celebri tenori Gayarre e Tamberlick.
Basti pensare che, solo al Teatro Carlo Felice di Genova, ebbe modo di interpretare la prima italiana del Faust di Gounod, nel ruolo di Valentin nel 1863, e primi ruoli, in ordine cronologico di rappresentazione, da: Luisa Miller, Lucrezia Borgia di Donizetti, I vespri siciliani, Il barbiere di Siviglia, Maria di Rohan, I due Foscari, Matilde di Shabran, Lucia di Lammermoor, La traviata e l'Amleto di Faccio su libretto di Boito.
Lasciate le scene, il suo prestigio lo fece affermare come principale maestro di canto a Roma, e tra i suoi allievi ebbe il gotha dei cantanti del primo novecento: Jean de Reszke, Giacomo Lauri Volpi, Giuseppe De Luca, Beniamino Gigli, Mariano Stabile, Benvenuto Franci, Mario Basiola e Titta Ruffo.
Ha partecipato alle seguenti prime rappresentazioni: Il vecchio della montagna ossia L'emiro di Antonio Cagnoni con Antonio Prudenza (Teatro Carignano di Torino, 1860), Aurora di Nevers di Giuseppe Sinico (Teatro Verdi (Trieste), 1861), Guerra in quattro di Carlo Pedrotti (Teatro della Cannobiana di Milano, 1861), I profughi fiamminghi di Franco Faccio (Teatro alla Scala di Milano, 11 novembre 1863), Amleto di Franco Faccio su libretto di Arrigo Boito (Teatro Carlo Felice di Genova, 30 maggio 1865), Alda di Lionello Ventura con Teresa Stolz (Teatro Comunale di Trieste, 1868), Valeria di Edoardo Vera (Teatro Comunale di Bologna, 1869), Il favorito di Carlo Pedrotti (Teatro Regio di Torino, 1870), Gelmina di Giuseppe Poniatowski (Covent Garden Theatre di Londra, 1872), Velléda di Charles Lenepveu (Covent Garden Theatre di Londra, 1882), La pellegrina di Filippo Clementi (Teatro Comunale di Bologna, 1890)

## Le sue incisioni
Nel 1908, benché settantasettenne fu convinto dalla Gramophone Concert Record a lasciare ai posteri un esempio della sua voce. Effettuò una sola registrazione, insieme al tenore Francesco Marconi. Si tratta della romanza da camera "I mulattieri" di Masini.
Alcuni collezionisti, tra cui Edward J.Smith hanno ipotizzato che fosse sua anche la registrazione privata, effettuata a casa del grandissimo Francesco Tamagno dell'aria di Scindia "O casto fior" da Le Roi de Lahore di Massenet, quest'ultima ritrovata dallo stesso Edward J.Smith solo di recente.
Questa teoria non regge alla logica dei fatti. La voce che si sente in quest'ultima registrazione, sebbene faccia intuire che l'esecutore è sicuramente di primo piano, risulta di un uomo più anziano di quella presente nel'unico disco ufficiale pubblicato cinque anni dopo.
Pertanto l'unica registrazione certa e pubblicata rimane la seguente :
54373 "I mulattieri" (Masini) con Francesco Marconi (Matrice : 11180 1/2 b)

## Repertorio operistico
| Ruolo                         | Lavoro                         | Autore      |
| ----------------------------- | ------------------------------ | ----------- |
| Pietro                        | La muta di Portici             | Auber       |
| Gil Perez                     | Il domino nero                 | Auber       |
| Rebolledo                     | I diamanti della corona        | Auber       |
| Don Pizzarro                  | Fidelio                        | Beethoven   |
| Lorenzo                       | I Capuleti e i Montecchi       | Bellini     |
| Don Rodolfo                   | La sonnambula                  | Bellini     |
| Filippo Maria Visconti        | Beatrice di Tenda              | Bellini     |
| Riccardo                      | I puritani                     | Bellini     |
| Mefistofele                   | La dannazione di Faust         | Berlioz     |
| Escamillo                     | Carmen                         | Bizet       |
| Conte Robinson                | Il matrimonio segreto          | Cimarosa    |
| Dottor Romualdo               | Le astuzie femminili           | Cimarosa    |
| Conte di Charolais            | Jean de Nivelle                | Delibes     |
| Volmar                        | Alina, regina di Golconda      | Donizetti   |
| Belcore                       | L'elisir d'amore               | Donizetti   |
| Torquato Tasso                | Torquato Tasso                 | Donizetti   |
| Alfonso d'Este                | Lucrezia Borgia                | Donizetti   |
| Conte di Vergy                | Gemma di Vergy                 | Donizetti   |
| Enrico Ashton                 | Lucia di Lammermoor            | Donizetti   |
| Belisario                     | Belisario                      | Donizetti   |
| Duca di Nottingham            | Roberto Devereux               | Donizetti   |
| Severo                        | Poliuto                        | Donizetti   |
| Severo                        | I martiri                      | Donizetti   |
| Alfonso XI                    | La favorita                    | Donizetti   |
| Don Pasquale Dottor Malatesta | Don Pasquale                   | Donizetti   |
| Enrico di Chavreuse           | Maria di Rohan                 | Donizetti   |
| Claudio                       | Amleto                         | Faccio      |
| Conte di Bergh                | I profughi fiamminghi          | Faccio      |
| Plunkett                      | Martha                         | Flotow      |
| Gonzales                      | Il Guarany                     | Gomes       |
| Valentino                     | Faust                          | Gounod      |
| Capuleti Mercuzio             | Romeo e Giulietta              | Gounod      |
| Ruggiero                      | L'ebrea                        | Halévy      |
| Tonio/Taddeo                  | Pagliacci                      | Leoncavallo |
| Compare Alfio                 | Cavalleria rusticana           | Mascagni    |
| Don Fernando                  | Le Cid                         | Massenet    |
| Manfredo                      | Il giuramento                  | Mercadante  |
| Publio                        | La vestale                     | Mercadante  |
| Orazio                        | Orazi e Curiazi                | Mercadante  |
| Conte di Nevers               | Gli ugonotti                   | Meyerbeer   |
| Pietro il Grande              | La stella del Nord             | Meyerbeer   |
| Hoël                          | Dinorah                        | Meyerbeer   |
| Nélusko                       | L'africana                     | Meyerbeer   |
| Conte d'Almaviva Figaro       | Le nozze di Figaro             | Mozart      |
| Don Giovanni                  | Don Giovanni                   | Mozart      |
| Guglielmo                     | Così fan tutte                 | Mozart      |
| Papageno                      | Il flauto magico               | Mozart      |
| Alcandro                      | Saffo                          | Pacini      |
| Arbace                        | Jone                           | Petrella    |
| Arnoldo                       | I Lituani                      | Ponchielli  |
| Barnaba                       | La Gioconda                    | Ponchielli  |
| Lescaut                       | Manon Lescaut                  | Puccini     |
| Fabrizio                      | Crispino e la comare           | Ricci       |
| Figaro                        | Il barbiere di Siviglia        | Rossini     |
| Jago                          | Otello                         | Rossini     |
| Dandini                       | La Cenerentola                 | Rossini     |
| Fernando Villabella           | La gazza ladra                 | Rossini     |
| Faraone                       | Mosè in Egitto                 | Rossini     |
| Aliprando                     | Matilde di Shabran             | Rossini     |
| Guglielmo Tell                | Guglielmo Tell                 | Rossini     |
| Gaio Giulio Vindice           | Nerone                         | Rubinštejn  |
| Lothario                      | Mignon                         | Thomas      |
| Amleto                        | Amleto                         | Thomas      |
| Nabucco                       | Nabucco                        | Verdi       |
| Pagano                        | I Lombardi alla prima crociata | Verdi       |
| Don Carlo                     | Ernani                         | Verdi       |
| Francesco Foscari             | I due Foscari                  | Verdi       |
| Ezio                          | Attila                         | Verdi       |
| Macbeth                       | Macbeth                        | Verdi       |
| Francesco Moor                | I masnadieri                   | Verdi       |
| Miller                        | Luisa Miller                   | Verdi       |
| Conte Stankar                 | Stiffelio                      | Verdi       |
| Rigoletto                     | Rigoletto                      | Verdi       |
| Conte di Luna                 | Il trovatore                   | Verdi       |
| Giorgio Gérmont               | La traviata                    | Verdi       |
| Guido di Montforte            | I vespri siciliani             | Verdi       |
| Egberto                       | Aroldo                         | Verdi       |
| Renato                        | Un ballo in maschera           | Verdi       |
| Don Carlo di Vargas           | La forza del destino           | Verdi       |
| Don Rodrigo di Posa           | Don Carlo                      | Verdi       |
| Amonasro                      | Aida                           | Verdi       |
| Wolfram                       | Tannhäuser                     | Wagner      |
| Federico di Telramondo        | Lohengrin                      | Wagner      |
| Scherasmin                    | Oberon                         | Weber       |